# نبيل قاووق
نبيل قاووق (20 مايو 1964 – 28 سبتمبر 2024) رجل دين وسياسي لبناني شغل منصب نائب رئيس المجلس التنفيذي لحزب الله وقائد "وحدة الأمن الوقائي" في الحزب.

## النشأة
وُلد نبيل قاووق في قرية عبا في محافظة النبطية بلبنان. تلقى دراساتِه الدينية في قم بإيران، حيث تأثر بالأيديولوجية الشيعية. تلقى تدريبه العسكري في إيران بما يتماشى مع حزب الله والحرس الثوري الإيراني.

## المسيرة
كان قاووق أحد كبار قادة حزب الله في جنوب لبنان، وهي منطقة تُعتبر محورية في مواجهات حزب الله. وكان يشغل منصب جنرال ونائب رئيس المجلس التنفيذي، مما يعكس تأثيره في الجوانب السياسية والعسكرية لحزب الله.

## الحياة الشخصية والوفاة
قاووق متزوجًا ولديه ستة أبناء. استشهد في غارة جوية إسرائيلية على بيروت في 28 سبتمبر 2024.